# Cantone di Libourne
Il Cantone di Libourne era una divisione amministrativa dell'arrondissement di Libourne.
A seguito della riforma approvata con decreto del 20 febbraio 2014, che ha avuto attuazione dopo le elezioni dipartimentali del 2015, è stato soppresso.

## Composizione
Comprendeva i comuni di:
- Arveyres
- Les Billaux
- Cadarsac
- Izon
- Lalande-de-Pomerol
- Libourne
- Pomerol
- Saint-Émilion
- Saint-Sulpice-de-Faleyrens
- Vayres